# La Tortue (ö i Saint Barthelemy)
La Tortue är en obebodd ö i Saint-Barthélemy (Frankrike). Den ligger nordöst om huvudön, sju km öster om huvudstaden Gustavia.